# Thomas Stanford
Thomas Stanford (Németország, 1924 – Santa Fe, Új-Mexikó, 2017. december 23.) Oscar-díjas amerikai filmvágó.

## Filmjei
- Múlt nyáron, hirtelen (Suddenly, Last Summer) (1959)
- Route 66 (1960, tv-sorozat, egy epizód)
- West Side Story (1961)
- In the Cool of the Day (1963)
- Emil and the Detectives (1964)
- The Truth About Spring (1965)
- Gyenge cérna (The Slender Thread) (1965)
- Burke's Law (1966, tv-sorozat, két epizód)
- Disneyland (1966, tv-sorozat, két epizód)
- Don't Make Waves (1967)
- The Fox (1967)
- Pokol a Csendes-óceánon (Hell in the Pacific) (1968)
- Zsiványok (The Reivers) (1969)
- The Steagle (1971)
- Jeremiah Johnson (1972)
- Hec Ramsey (1972–1973, tv-sorozat, két epizód)
- The Yanks Are Coming (1974, tv-film)
- Jakuzák (The Yakuza) (1974)
- Mad Bull (1977, tv-film)
- Sergeant Matlovich vs. the U.S. Air Force (1978, tv-film)
- Hagymaföld (The Onion Field) (1979)
- Before and After (1979, tv-film)
- Az álarcos lovag legendája (The Legend of the Lone Ranger) (1981)
- Born to Race (1988)
- Kétes döntés (Split Decisions) (1988)

## Díjai
- Oscar-díj (1961, a West Side Story filmért)